# Southern soul
Southern soul è il termine usato per definire un particolare tipo di musica soul nato nel sud degli Stati Uniti, ma ci sono anche musicisti del sud che hanno spiegato la loro influenza sulle città del nord degli States. È stato chiamato anche con il nome di deep soul o country soul.
Il Southern soul viene spesso identificato con artisti quali Wilson Pickett, Otis Redding, Aretha Franklin, James Brown, Carla Thomas, The Staple Singers, Sam & Dave e tanti altri.
Questo genere nasce dalla combinazione di più generi: il Blues, il Country, il primo Rock and roll ed il Gospel delle chiese afroamericane. Nel Southern Soul il fuoco delle canzoni non è nei testi ma piuttosto nel groove e nelle sensazioni che trasmette.

## Lista di artisti di southern soul
- Ray Charles
- Lynyrd Skynyrd
- James Brown
- Otis Redding
- Aretha Franklin
- Al Green
- Booker T. & the MG's
- Johnny Adams
- Arthur Alexander
- William Bell
- Bobby "Blue" Bland
- Solomon Burke
- James Carr
- Clarence Carter
- Otis Clay
- Willie Clayton
- Arthur Conley
- Don Covay
- Lee Moses
- Tyrone Davis
- Eddie Floyd
- Betty Harris
- Jimmy Hughes
- Luther Ingram
- Little Willie John
- Mable John
- Ruby Johnson
- Syl Johnson
- King Floyd
- Frederick Knight
- Gladys Knight & the Pips
- Jean Knight
- Bettye LaVette
- Garnet Mimms
- Dorothy Moore
- Sam (Moore) & Dave (Prater)
- Ann Peebles
- Wilson Pickett
- Bobby Purify
- Mack Rice
- Bobby Rush
- Joe Simon
- Percy Sledge
- Mavis Staples
- Candi Staton
- Tommy Tate
- Floyd Taylor
- Johnnie Taylor
- Joe Tex
- Carla Thomas
- Irma Thomas
- Rufus Thomas
- Bill Withers
- O.V. Wright

## Altri artisti che hanno registrato southern soul
- Albert King
- Etta James
- Little Milton
- Jimmy McCracklin
- Van Morrison
- Joe Cocker
- Dusty Springfield
- Steve Winwood
- The Rolling Stones
- Zucchero
- Shawn Mendes